# Shankaracharya (Titel)

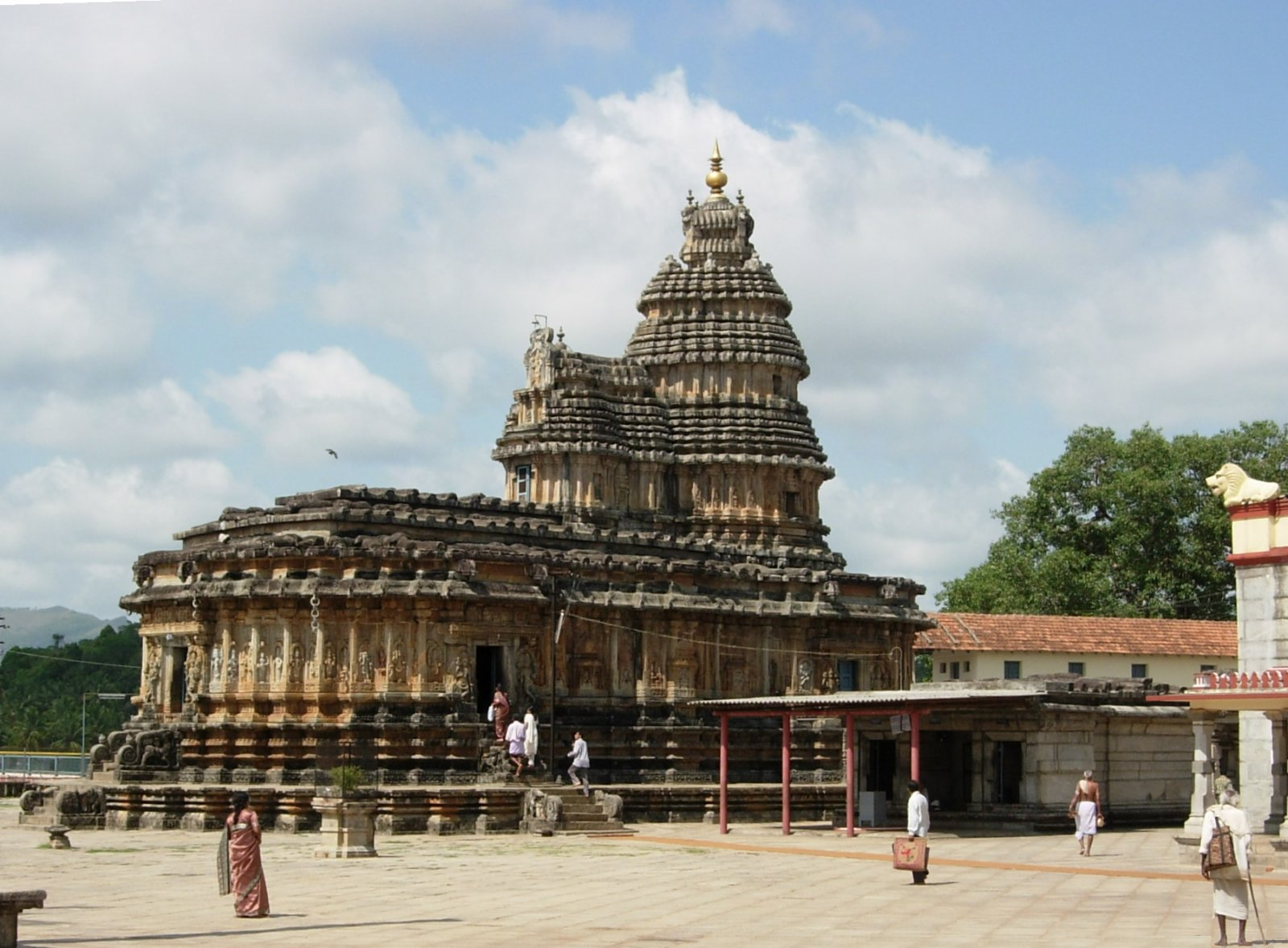
Vidyashankara-Tempel in Sringeri, einem der vier Shankaracharya-Sitze

Shankaracharya bezeichnet einen Titel und das damit verbundene Amt spiritueller Führer und Äbte in Indien.
Shankaracharyas sind Vorsteher eines der vier großen Shankaracharya-Orden, deren Tradition bis zu Adi Shankara (etwa 788–820), dem Erneuerer der vedischen Tradition des Sanatana Dharma, zurückreicht.
Adi Shankara, auch Shankaracharya („Meister Shankara“) genannt, hatte vier wichtige Schüler, Padma-Pada, Hasta-Malaka, Vartika-Kara und Trotaka, von denen jeder ein Kloster (Matha) im Norden (Jyotir Math), Osten (Puri), Süden (Sringeri) und Westen (Dwaraka) Indiens begründete. Deren Amtsnachfolger, die den Titel Shankaracharya tragen, bewahren bis heute die Tradition und das Wissen Shankaras.
Auch bekannte spirituelle Meister der Neuzeit entstammen den Traditionen der Shankaracharya-Mathas, wie Ramakrishna (Puri Math) oder Maharishi Mahesh Yogi (Jyotir Math).